# Anita Darian
Anita Margaret Esgandarian (* 26. April 1927 in Detroit; † 1. Februar 2015 in Oceanside, Nassau County) war eine US-amerikanische Opernsängerin (Sopran) und Musikerin (Kazoo), die wegen ihrer vier Oktaven umfassenden Stimme auch The Armenian Yma Sumac genannt wurde.

## Leben
Darian stammte aus einer armenischen Einwanderer-Familie und kürzte ihren Namen ab, als sie ihre Musikerkarriere begann. Sie besuchte die Cooley High School in Detroit und das Curtis Institute of Music in Philadelphia; anschließend studierte sie an der Juilliard School of Music. Sie arbeitete 1954 als Sängerin mit dem Sauter-Finegan Orchestra („I Could Have Danced All Night“), als Backgroundsängerin Ende des Jahrzehnts auch mit LaVern Baker und King Curtis. 1959 entstand ihr erstes Album, Hawaiian Paradise, das im Exotica-Genre mit Bill Jaffee und dem Arrangeur Jim Timmens aufgenommen wurde. Des Weiteren legte sie 1959 bei Kapp Records das Album East of the Sun mit Musik aus dem Nahen Osten vor, bei dem sie vom Frank Hunter Orchestra begleitet wurde.
In dieser Zeit arbeitete Darian mit den Vokalensembles The Tokens („The Lion Sleeps Tonight“, 1961), Mickey & Sylvia („Love Is Strange“, 1957) sowie mit Burt Bacharach, Dinah Washington und Patti Page. Mit dem New York Philharmonic Orchestra unter Leonard Bernstein trat sie als außerdem als Kazoo-Spielerin auf. In der Carnegie Hall debütierte sie mit Mark Buzzis Concerto for Kazoo and Orchestra im  Konzertprogramm New York Philharmonic Orchestra’s Young People. Darian trat in der Rolle der Natalie in Johann Strauss’ Die Fledermaus und als Pitti-Sing in Gilbert and Sullivans Operette Der Mikado (1959) auf, in der Rolle der Julie im Musical Show Boat (1961). In mehreren City-Center-Produktionen sang sie in der Rolle der Lady Thiang in Rodgers & Hammersteins Musical The King and I. Darian wirkte auch in mehreren Fernsehshows mit, wie bei Producers' Showcase (1957), Tonight Starring Jack Paar (1959/60) und The Bell Telephone Hour (1961).